# Evgraf Vladimirovič Davidov
Evgraf Vladimirovič Davidov (rusko Давыдов Евграф Владимирович), ruski general, * 1775, † 1823.
Bil je eden izmed pomembnejših generalov, ki so se borili med Napoleonovo invazijo na Rusijo.
Njegov portret je bil eden izmed 13, ki niso bili nikoli izdelani za Vojaško galerijo Zimskega dvorca.

## Življenje
Leta 1791 je vstopil v konjenico, nato pa je bil leta 1798 kot kornet prestavljen k huzarjem. Leta 1803 je bil povišan v polkovnika. 
Sodeloval je v bojih s Francozi (1805-07) in v veliki patriotski vojni; zaradi zaslug je bil leta 1813 povišan v generalmajorja in imenovan za poveljnika Lubenskega huzarskega polka. 
Med bitko za Leipzig je bil hudo ranjen, tako da se je leta 1814 upokojil.